# Java類文件
Java类文件（英語：Java class file），是一个包含Java字节码，可由Java虚拟机執行的文件，文件扩展名为.class。

## 概要
Java类文件是由Java编译器編譯包含Java类的用Java語言編寫的源文件（.java文件）後產生的。如果一个源文件有多个Java类，Java类都会被编译成一个单独的Java类文件。Java虚拟机可用于许多系统平台，在一个系统平台上编译產生的Java类文件可以由另一个系统平台上的Java虚拟机执行。这就使得Java应用程序可以跨平臺運行。

## 历史
2006年12月11日，有關各方根据Java Specification Request (JSR) 202对Java类文件格式进行了修改。